# ブルック・アン・デア・ムーア
ブルック・アン・デア・ムーア（Bruck an der Mur）は、オーストリアのシュタイアーマルク州の町である。ウィーンの南西123kmの場所にあり、海抜は468mで2013年1月の人口は約 12,500人である。

## 姉妹都市
- Hagen-Hohenlimburg、ドイツ
- リエヴァン、フランス
- ヴェーロリ、イタリア